# Élisabeth Badinter
Élisabeth Badinter (Boulogne-Billancourt, 5 de marzo de 1944) es una filósofa feminista francesa, historiadora y mujer de negocios. Es profesora de filosofía en el École Polytechnique en París. Su trabajo destaca por las reflexiones filosóficas que interrogan el feminismo y la posición de las mujeres en la sociedad, ocupándose especialmente de la situación de las mujeres inmigrantes.

## Trayectoria
Sus intereses y escritos son diversos. En 2010 una encuesta de la revista Marianne la eligió como la intelectual más influyente de "Francia", principalmente por sus libros sobre feminismo y maternidad.
Discípula de Simone de Beauvoir, es conocida por sus trabajos sobre el siglo XVIII, en especial en relación con la historia de las mujeres, y por ser una de las principales estudiosas del movimiento feminista. Ella se considera feminista de la igualdad y por tanto republicana y universalista frente a las posiciones del feminismo de la diferencia -diferencialismo y comunitarismo- procedentes de Estados Unidos que Badinter considera victimista y puritano.

### La mujer y la madre - 2011
En 2011 en el libro "La mujer y la madre" considera que la maternidad es una nueva forma de esclavitud y el resultado de la crisis económica que atraviesa el Viejo Continente. 
Plantea que la promoción de la lactancia materna  es en realidad una manera de retroceder y devolver a las mujeres al hogar. Acusa a ecologistas, feministas de la diferencia, pediatras y muy especialmente a psiquiatras infantiles de culpabilizar a las madres y someterlas a eso que ella llama nueva forma de esclavitud cada vez que hablamos de las necesidades afectivas de los bebés. 
Muchas mujeres se están cuestionando si asumir una doble jornada de trabajo, cobrando menos que sus compañeros, es lo que realmente les hace felices y, como consecuencia, sitúan la maternidad en el centro de sus vidas.
Una crisis que no sólo es económica sino ideológica. Se cuestiona si, en un proceso de búsqueda de la felicidad a través del consumo, no nos hemos olvidado de escuchar a la naturaleza. Por eso, adquiere ahora especial valor y se impone la tendencia a pensar que todo lo natural es bueno.
El parto natural con dolor, la lactancia materna o el uso de pañales reutilizables forman parte de una ofensiva naturalista que encuentra entre sus víctimas a mujeres profesionales que rondan los 30 años y que, presionadas por la edad, abandonan temporalmente su trabajo para vivir la maternidad. Afecta igualmente a las mujeres menos favorecidas que buscan refugio en las ayudas sociales de los Estados para dedicar más tiempo a la crianza de sus hijos.

### Por mal camino - 2004
Badinter cuestiona que se coloque a la mujer en el lugar de la eterna víctima y se abandonen o minusvaloren las reivindicaciones importantes tradicionales del feminismo. La presión de la revolución femenina reclamaba una sociedad más justa e igualitaria en la que la sociedad fuera más armónica en la relación entre hombres y mujeres.
Para Badinter, la armonía social corre el peligro de naufragar por la deriva que habría adoptado desde los años 80 del siglo XX el movimiento feminista. En su libro denuncia como en las últimas décadas el movimiento feminista radical ha dejado de defender el valor universal de la igualdad en la diferencia entre sexos para promover una posición victimista que es, para la autora, una desviación que ha llevado al feminismo por la vía tiránica de un enfrentamiento absurdo entre mujeres y hombres, convirtiéndolos en enemigos irreductibles al partir del prejuicio dogmático de que ella es la víctima por naturaleza y él, un verdugo por definición. Un mal camino que sólo lleva al caos, al descrédito del feminismo y a perder la batalla por la igualdad entre los sexos. La simplificación de la relación entre hombres y mujeres conduce a resucitar viejos estereotipos y a la implantación de un nuevo «puritanismo» feminista. Aboga por una vuelta a la discusión de ideas entre concepciones opuestas y por hacer avanzar la igualdad entre los sexos sin amenazar las relaciones entre mujeres y hombres.

## Vida personal
Es hija de Marcel Bleustein-Blanchet, fundador de Publicis Groupe. Está casada con Robert Badinter, abogado, profesor de derecho y ex ministro de justicia.  Tiene una hija y dos hijos, Simón y Benjamin Badinter, quienes están al frente de Médias et régie Europa, una compañía subsidiaria de Publicis. Según Forbes,  es una de las ciudadanas francesas más ricas con una fortuna que ronda 1.8 billones de dólares en 2012.

## Publicaciones de E. Badinter
- 1981 - L'Amor en plus : histoire de l'amor maternel (XVIIe-XXe siècle), ISBN 2-253-02944-0
- 1981 - Les Goncourt : « Romanciers et historiens des femmes », prefacio de « La Femme au XVIIe siècle d'Edmond et Jules de Goncourt »
- 1983 - Émilie, Émilie, L'ambición féminine au XVIIIe siècle, ISBN 2-08-210089-8
- 1985 - Les Remontrances de Malesherbes (1771@–1775)
- 1986 - L'Un est l'autre, ISBN 2-7381-1364-8
- 1986 - Cahiers Suzanne Lilar, pp. 15@–26, París, Gallimard, ISBN 2-07-070632-X
- 1988 - Condorcet. Un intellectuel en politique.
- 1988 - Correspondance inédite de Condorcet et Madame Suard (1771-1791).
- 1989 - Madame d'Épinay, Histoire de Madame de Montbrillant ou les Contreconfessions, prefacio por d'Élisabeth Badinter.
- 1989 - Thomas, Diderot, Madame d'Épinay : Qu'est-ce qu'une femme ?, prefacio por Élisabeth Badinter.
- 1989 - Condorcet, Prudhomme, Guyomar : Paroles d'hommes (1790@–1793), Élisabeth Badinter.
- 1992 - XY, de l'identité masculino, ISBN 2-253-09783-7
- 1997 - Madame du Châtelet, Discours sur le bonheur, prefacio.
- 1999 - Les Passions intellectuelles, tome 1 : Désirs de gloire (1735@–1751).
- 2002 - Les Passions intellectuelles, tome 2 : L'exigence de dignité (1751@–1762).
- 2002 - Simone de Beauvoir, Marguerite Yourcenar, Nathalie Sarraute, Conferencia Élizabeth Badinter, Jacques Lassalle y Lucette Finas, ISBN 2-7177-2220-3
- 2003 - Fausse route: Réflexions sur 30 années de féminime (ISBN 2-253-11264-X)
- 2006 - Dead End Feminism. 2006. ISBN 0-7456-3380-3..
- 2006 - Madame du Châtelet, Madame d'Épinay : Ou l'Ambición féminine au XVIIIe siècle ISBN 2-08-210563-6
- 2007 - Les Passions intellectuelles, tome 3 : Volonté Pouvoir (1762-1778).Les Passions intellectuelles, tome 3 : Volonté de pouvoir (1762-1778). 2007. ISBN 978-2-213-62643-7..
- 2008 - Je meurs d'amour pour toi, Isabelle de Bourbon-Parme, lettres à l'archiduchesse Marie-Christine.
- 2010 - Le conflit, la femme et la mère. (ISBN 978-2-253-15755-7)
- 2016 - Le Pouvoir au féminin, Marie-Thérèse d'Autriche 1717-1780 - L'impératrice-reine, (ISBN 978-2-08-137772-1).

### Traducidos al español
- 2011 - La mujer y la madre (Le conflit, la femme et la mère, 2010) , La esfera de los libros.
- 2009 - Hombre/Mujer: como salir del camino equivocado, Fondo de Cultura Económica de España. ISBN 9789505575848
- 2004 - Por mal camino(Fausse Ruta, 2003) , Alianza Editorial.[4]
- 1993 - XY: La identidad masculina, Alianza Editorial. ISBN 9788420696591
- 1987 - El uno es el otro, una tesis revolucionaria, Editorial Planeta.
- 1981 - ¿Existe el instinto maternal?, Pomaire.

## Premios y honores
- Mónaco : Comandante de la Orden de Mérito Cultural (2011)[12]

## Críticas a Badinter
Desde sectores feministas se califica a E. Badinter de antifeminista y de disfrutar de la ayuda inestimable de los medios de comunicación patriarcales. Su posición como empresaria de publicidad le permite disfrutar de un púlpito desde el que azuzaría contra muchas de las reivindicaciones feministas actuales. Se considera que es una “panfletaria” que condena tanto al feminismo francés como al americano. En el libro Por mal camino se sostendría que las feministas victimizan a las mujeres por su resistencia a las formas de opresión que ellas sufren.